# 美國國立盆栽基金會
美國國立盆栽基金会（英語：National Bonsai Foundation）是一个非盈利组织，是为了维持国立盆栽和盆景博物馆持續運作的單位。盆栽基金會也協助美国国家植物园展示具藝術性的盆景和盆景給一般大眾觀賞。國立盆栽和盆景博物馆位在华盛顿特区東北区的美國国家植物园園區內，佔地446英畝（1.80平方），每年有超过200,000人参观博物馆。遊客中也不乏美國國內和国际的知名人物。 游客可以每天上午 10:00 至下午 4:00 参观博物馆。